# 1989年美國
|        | 美國歷史 \| 美國歷史年表                                                                                                   |
| 世紀： | 19世紀美國 \| 20世紀美國 \| 21世紀美國                                                                                     |
| 年代： | 1950年代美國 \| 1960年代美國 \| 1970年代美國 \| 1980年代美國 \| 1990年代美國 \| 2000年代美國 \| 2010年代美國               |
| 年份： | 1985年美國 \| 1986年美國 \| 1987年美國 \| 1988年美國 \| 1989年美國 \| 1990年美國 \| 1991年美國 \| 1992年美國 \| 1993年美國 |
| 紀年： | 美国独立213周年 |

## 聯邦政府

總統：乔治·赫伯特·沃克·布什
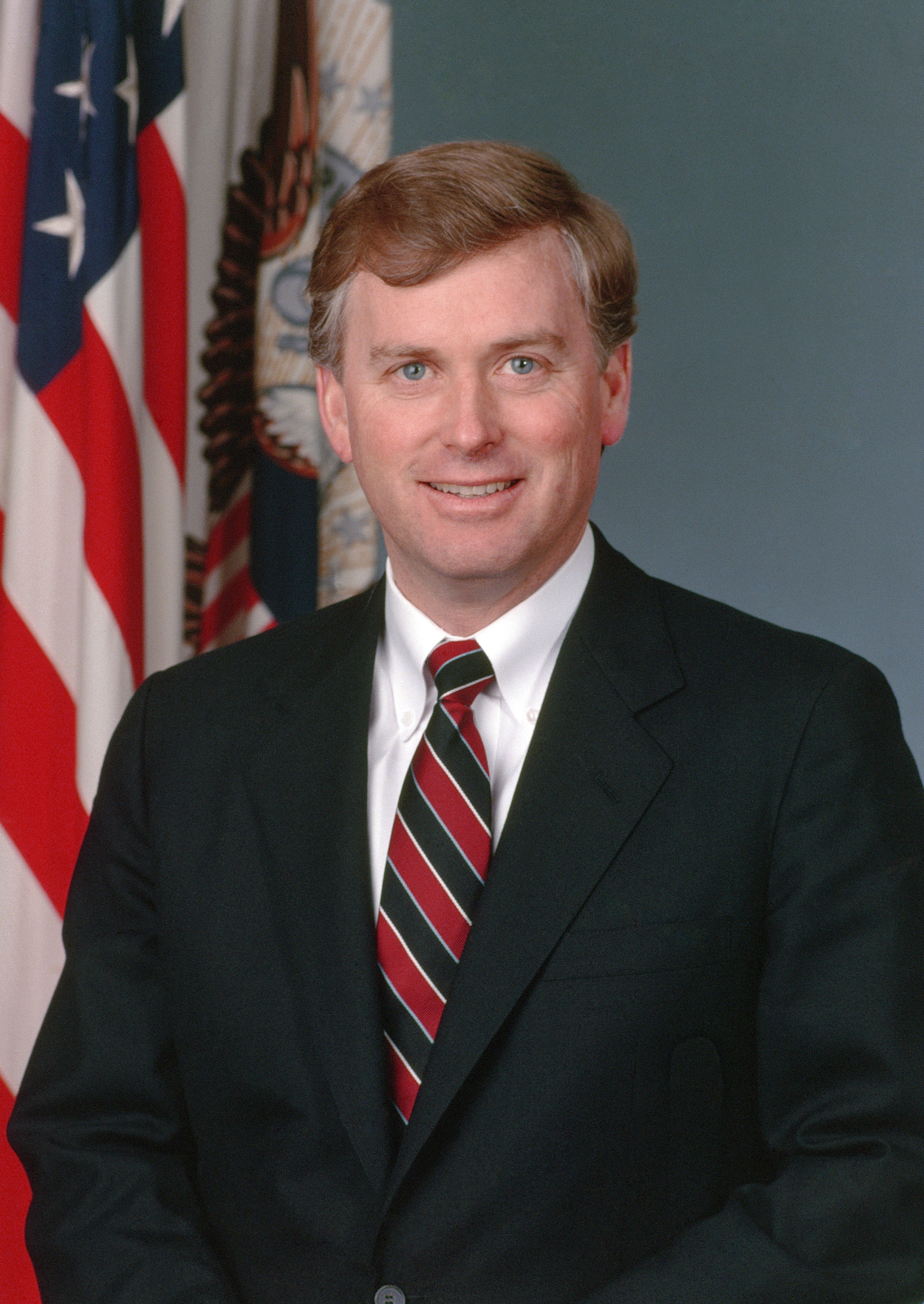
副總統兼參議院議長：丹·奎尔
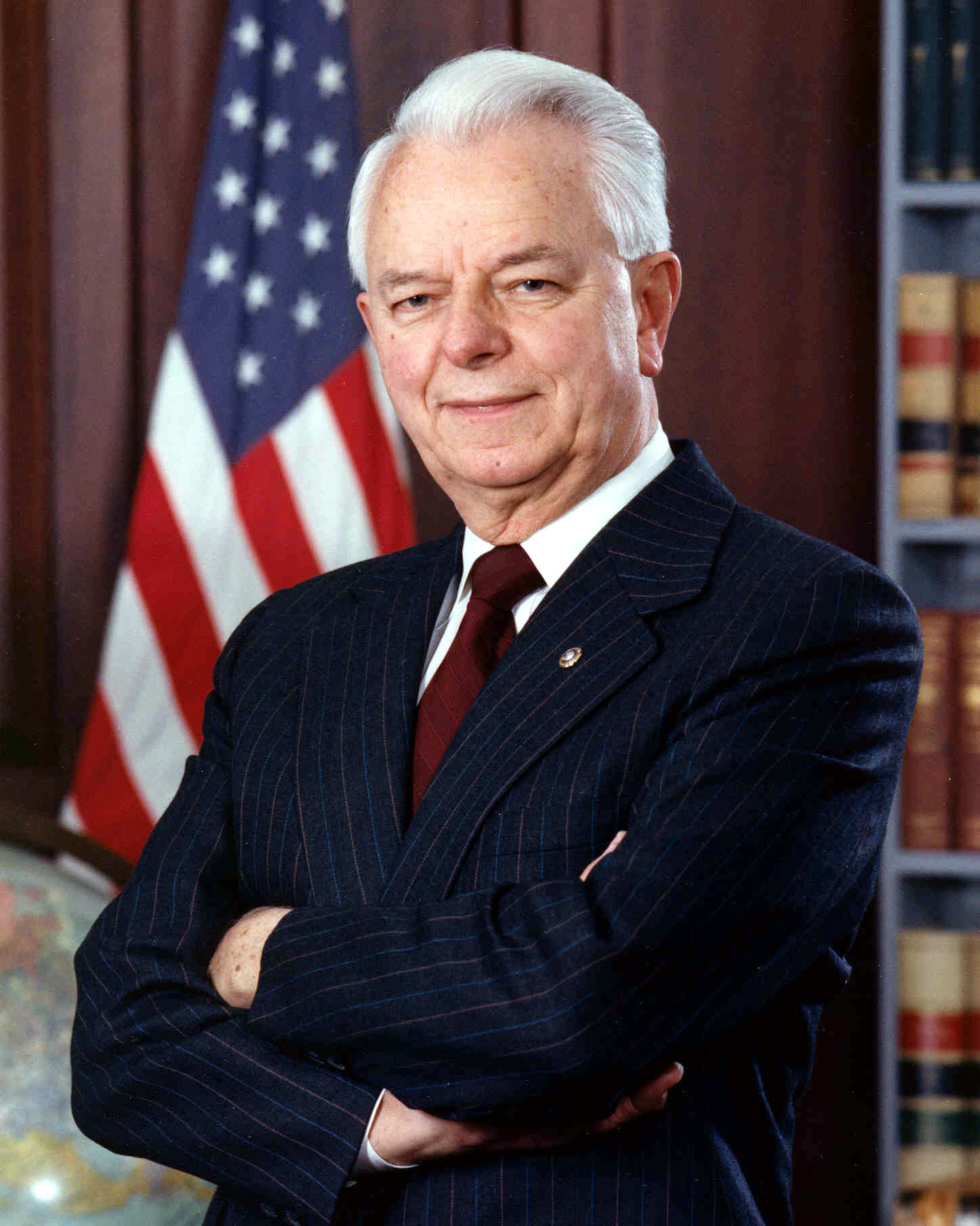
參議院臨時議長：羅伯特·伯德
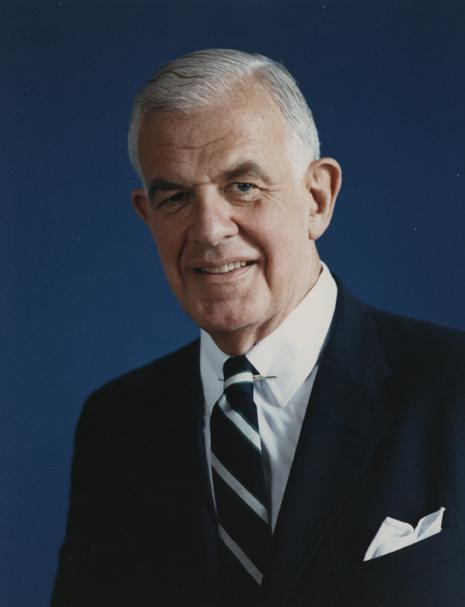
眾議院議長：湯姆·弗利
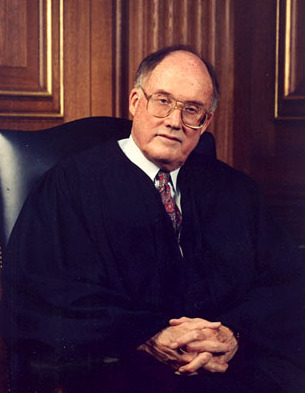
首席大法官：威廉·伦奎斯特

### 成員變動

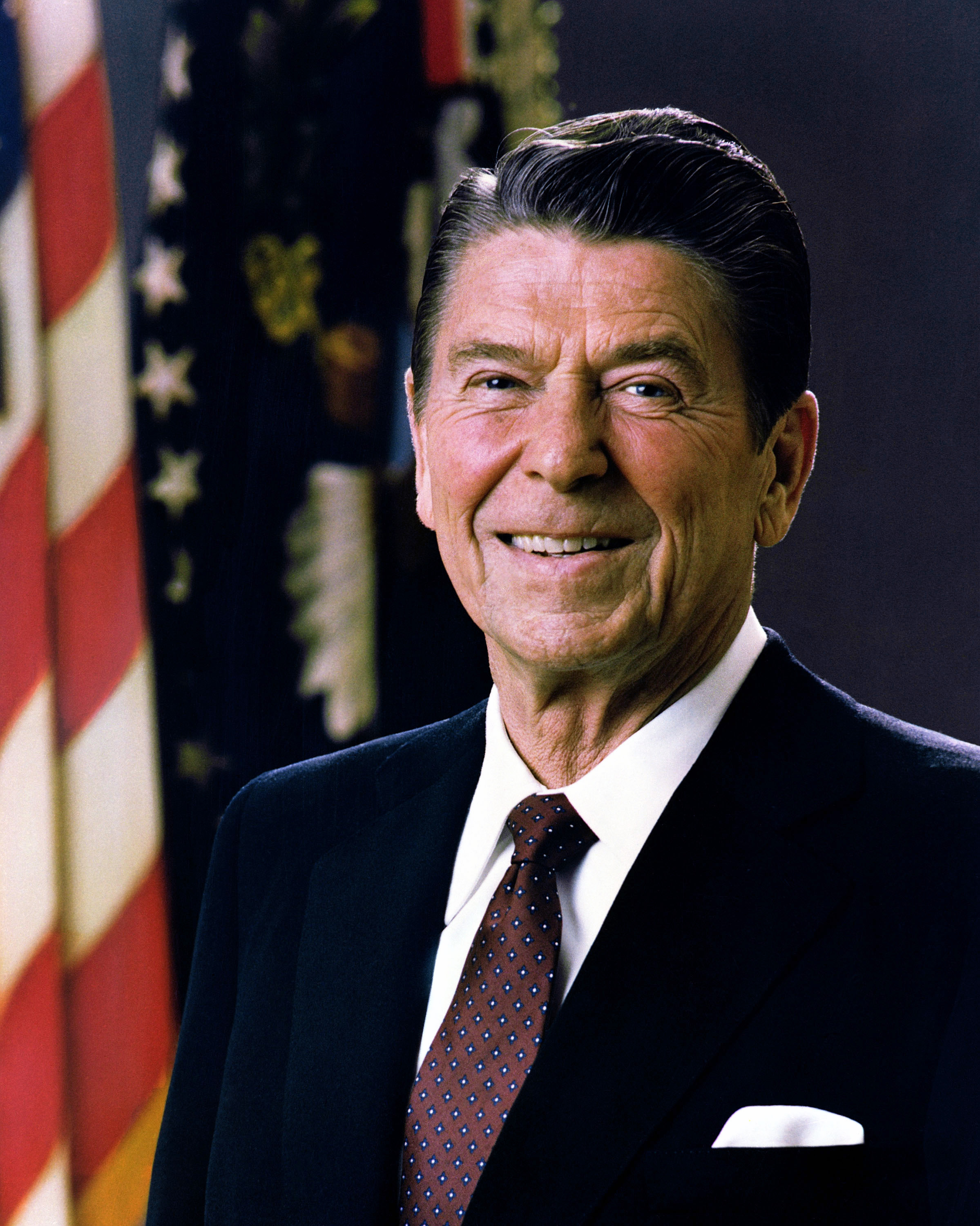
總統：罗纳德·里根（任期屆滿）
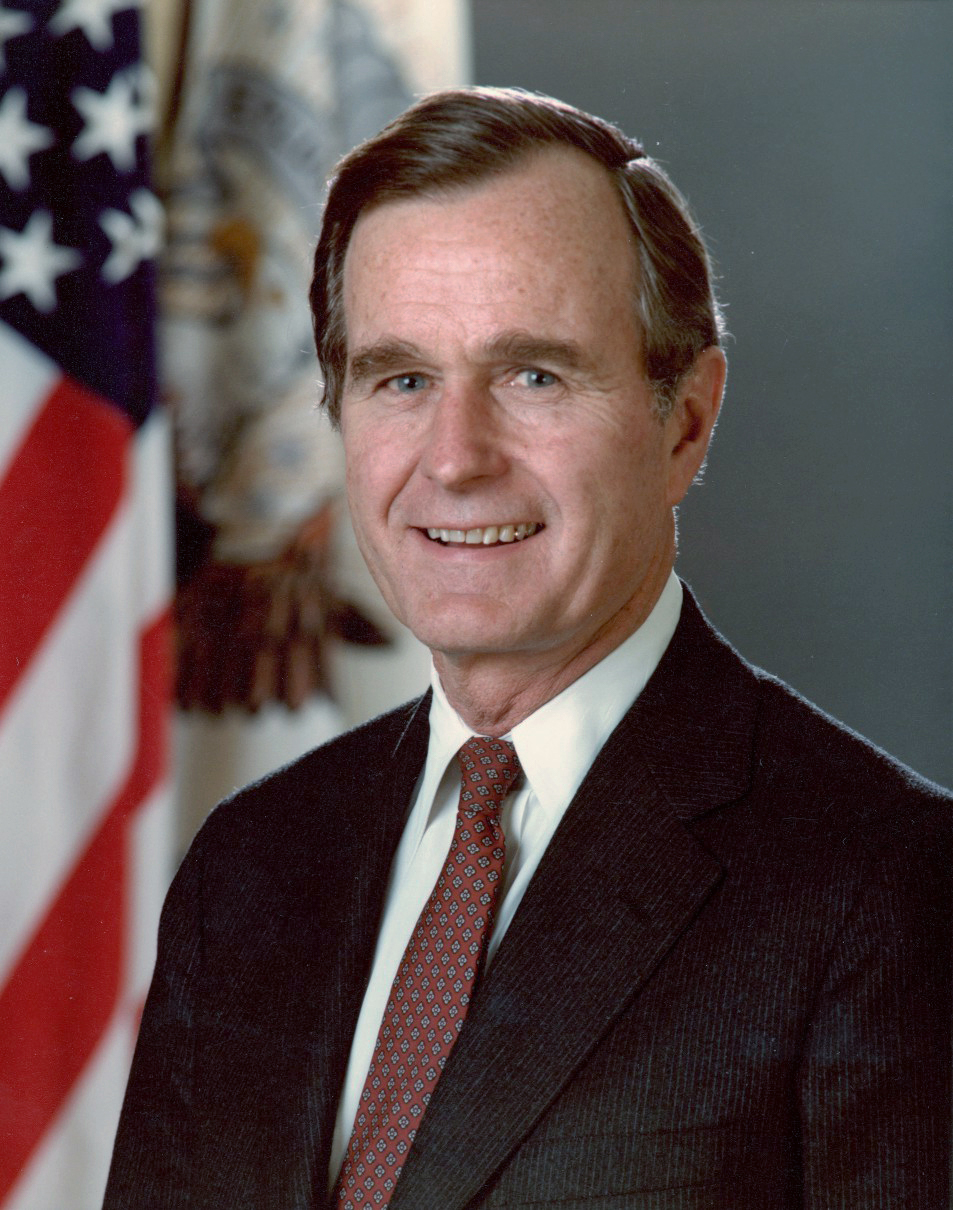
副總統兼參議院議長：喬治·赫伯特·華克·布希（轉任總統）
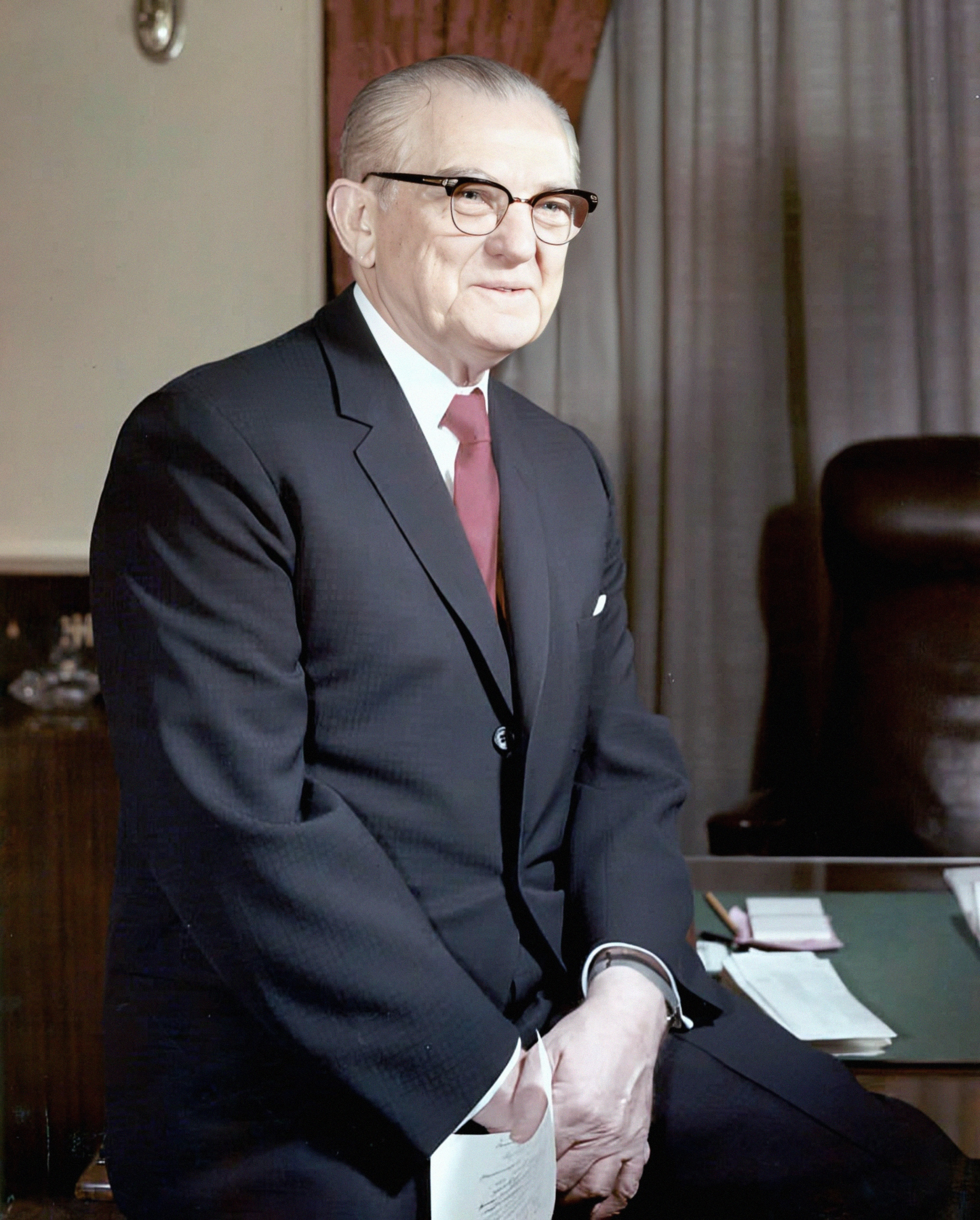
參議院臨時議長：約翰·C·史坦尼斯（任期屆滿）
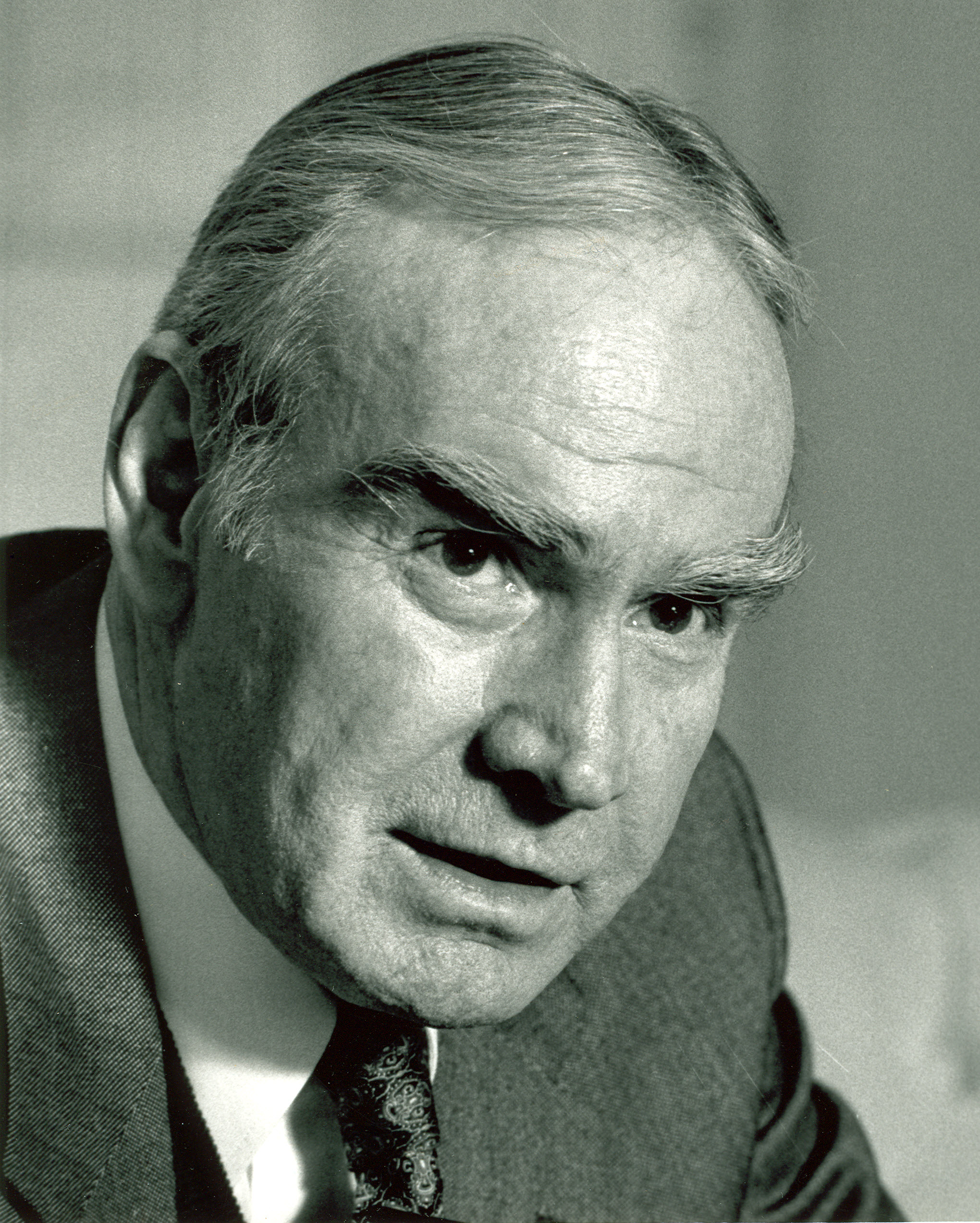
眾議院議長：吉姆·賴特（辭職）

## 大事記

### 1月
- 1月20日——喬治·赫伯特·沃克·布殊就任美國總統。

### 2月
- 2月14日——美國全球定位系統第一枚工作衛星成功發射升空，並進入太空軌道。
- 2月24日——發生聯合航空811號班機事故。

### 3月
- 3月4日——時代周刊跟華納宣布計畫合併，組成時代華納公司。

### 10月
- 10月17日——美國加州三藩市發生6.9級大地震，四日後始找到生還者。

### 12月
- 12月3日——美国总统乔治·赫伯特·沃克·布什与苏联领导人戈尔巴乔夫在马耳他举行高峰会，象征冷战的结束。
- 12月20日——美國出兵巴拿馬。